# Кимутаи, Джафет
Джафет Кимутаи — кенийский легкоатлет, бегун на дистанции 800 метров.
Серебряный призёр чемпионата мира среди юниоров 1994 года. В 1995 году выиграл дистанции 800 и 1500 метров на чемпионате Африки среди юниоров. В финале Гран-при IAAF 1999 года занял 3-е место. Выступал на Олимпиаде 2000 года, но не смог выйти в финал. 
13 августа 1997 года установил мировой рекорд среди юниоров — 1.43,64. Рекорд оставался непревзойдённым до 6 июня 2008 года, когда его побил Абубакер Каки — 1.42,69.